# Neubau

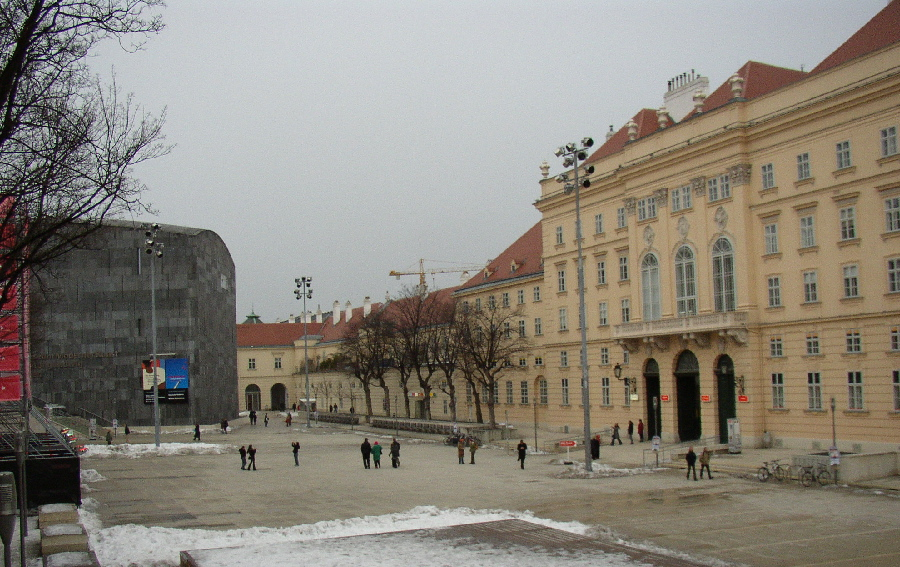
MuseumsQuartier.

Neubau est le septième arrondissement de Vienne.

## Géographie
L'arrondissement de Neubau est délimité:
- au Nord par l'arrondissement de Josefstadt (8ème) le long de la Lerchenfelder Straße,
- à l'Est par l'arrondissement de la Innere Stadt (1er) le long de la Museumplatz et de la Museumstraße,
- au Sud par l'arrondissement de Mariahilf (6ème) le long de la Mariahilfer Straße,
- et à l'Ouest par les arrondissements de Rudolfsheim-Fünfhaus (15ème), le long de Neubaugürtel, et d'Ottakring (16ème) le long de Lerchenfelder Gürtel.

Neubau fait partie des arrondissements centraux de Vienne, dans le prolongement direct de la vieille ville. Avec une superficie de 1,613 km², il est le troisième arrondissement le plus petit de Vienne en n'occupant que 0,39 % de la superficie totale de la ville.
Neubau fait aussi partie des arrondissements les plus densément peuplés, seuls 2,9 % de sa superficie étant occupés par des espaces verts.

### Topographie
Neubau se situe sur un espace compris entre la cuvette de la rivière d'Ottakring, aujourd'hui souterraine, et la partie haute de la Mariahilfer Strasse. La rivière d'Ottakring coulait à l'origine à la place de ce que sont aujourd'hui les Lerchenfelder Strasse et Neustiftgasse. Elle servait à approvisionner en eau ainsi qu'à évacuer les déchets de la commune aujourd'hui disparue de Saint-Ulrich. L'arrondissement de Neubau est en pente descendante d'ouest en est, culminant à 212 m et descendant jusqu'à 182 m. 

### Quartiers
Neubau fut formé en 1850 de quatre villes de banlieue viennoise: Schottenfeld, Neubau, Saint-Ulrich et Spittelberg, auxquelles on ajouta des terrains qui appartenaient aux communes de Mariahilf, Laimgrube et Altlerchenfeld.
- La majeure partie de l'arrondissement est constituée, à l'Ouest, par l'ancienne commune de Schottenfeld. Ce quartier est compris, en gros, entre la Gürtel et la Neubaugasse. Outre la mairie d'arrondissement (commune aux 6ème et 7ème), on y trouve le centre des impôts, le site principal de la bibliothèque municipale, l'église Saint-Laurent et le Musée des meubles impériaux (Kaiserliches Hofmobiliendepot).
- Au nord-ouest, on trouve une partie de l'ancienne commune de Altlerchenfeld autour de l'église paroissiale de cette commune.
- A l'est se situe le territoire de Neubau, entre Neubaugasse et Kirchengasse, qui, malgré sa petitesse, a donné son nom au nouvel arrondissement.
- Saint-Ulrich se trouvait au nord-est de l'arrondissement. On y trouve aujourd'hui le ministère de la justice (dans le palais Trautson) et l'église paroissiale Saint-Ulrich.
- Au sud de Neubau se trouve le quartier de Spittelberg, ancienne commune historiquement fortement urbanisée, devenue aujourd'hui un lieu branché connu pour ses bars. Le Volkstheater et le MuseumsQuartier se trouvent sur l'ancien territoire de Spittelberg mais l'urbanisation différente autour de ces deux monuments les distinguent aujourd'hui fortement du centre de Spittelberg.
- Au sud, toujours, se trouvent de petites parties des anciennes communes de Laimgrube (caserne Spannocchi) et de Mariahilf, dont la majeure partie constitue le 6ème arrondissement voisin.

### Utilisation de l'espace
La superficie de Neubau est occupée presque entièrement par des constructions ou des voies de communication. 72 % de la superficie est occupée par des bâtiments, soit le plus haut pourcentage de tous les arrondissements de Vienne. 82,5 % de ces bâtiments sont des logements, le reste essentiellement des institutions culturelles, religieuses ou des bâtiments publics (14 %). Seule une petite partie de la superficie de l'arrondissement (3,6 %) est occupée par des industries. Les voies de communication représentent 25,2 % de la superficie tandis que les espaces verts, tous des parcs, n'occupent que 2,9 % de l'arrondissement faisant de Neubau le troisième arrondissement le moins naturel de Vienne.

## Histoire

### Histoire des anciennes communes
Le plus ancien village présent sur le territoire de l'actuel arrondissement est Zeismannsbrunn. À partir de 1302, il fut cependant renommé d'après le Saint Patron de l'église, Saint Ulrich. Ce village de Saint-Ulrich fut le principal fief protestant à Vienne. En 1693, la partie Ouest fut séparée du cœur du village pour former la nouvelle commune de Neubau. Plus loin vers l'Ouest se trouvait un hameau qui appartenait au monastère des Ecossais qui fut baptisé Neustift ("nouveau monastère"). Toujours en dehors de la zone urbanisée de Saint-Ulrich/Neubau, on trouvait le village de Schottenfeld ("champ des Ecossais"), appelé auparavant "oberes Neustift", "Ober-Neustift" et Neu-Schottenfeld. Schottenfeld était célèbre pour son industrie de la soie et était surnommé "Brillantengrund" (terre brillante) étant donné sa prospérité économique, ou encore "Seidengrund" (terre de soie"). La Seidengasse (rue de la soie) témoigne encore de cette industrie.
En revanche, Spittelberg avait mauvaise réputation. La très forte urbanisation et ses rues étroites n'étaient pas bonnes pour la santé. Le quartier était en plus connu comme haut lieu de prostitution. Aujourd'hui, ce quartier est un modèle de restauration de haute qualité.

### Fusion des communes
En 1848/1849, les seigneuries féodales furent abolies en Autriche. Le 17 mars 1849, une loi provisoire définissant les nouvelles communes fut adoptée dans toutes les régions de la monarchie, sauf en Hongrie. Cette loi décrèta que "les faubourgs doivent constituer une seule commune avec le bourg central." Ainsi les communes situées sur l'actuel territoire de Neubau furent d'abord intégrées en 1849 à la ville de Vienne par le conseil municipal en tant que "communes de banlieue sujettes à protection". Puis, en 1850, elles furent formellement annexées et formèrent le 6ème arrondissement nommé Neubau. Après la division de l'arrondissement de Wieden (4ème, dont une partie fut séparée pour devenir le 5ème en 1861), Neubau devint l'arrondissement n°7. L'année d'après, les frontières furent légèrement modifiées et permirent à Neubau de s'agrandir grâce à l'ajout de petites parties de Mariahilf, Laimgrube et Altlerchenfeld.
En 1904, après le percement de la suite de longs et larges boulevards appelée "Gürtel" (ceinture), il fut décidé qu'au 1er juillet 1905 les frontières de l'arrondissement longeraient désormais ces boulevards à l'Ouest des voies du Stadtbahn (aujourd'hui ligne 6 du métro qui se situe donc intégralement sur le territoire de Neubau).
Les dernières modifications territoriales intervinrent en 1995 et 1996 au niveau de la Gürtel ainsi que de l'Europaplatz, parvis de la Gare de l'Ouest, de manière à simplifier la distribution des infrastructures de transport dans les différents arrondissements qui se rejoignent dans ces zones.

### Quartier du cinéma
Grâce au développement de l'industrie autrichienne du film muet entre 1918 et 1923, l'arrondissement de Neubau devint le quartier du cinéma où presque toutes les entreprises de l'industrie du cinéma actives à Vienne avaient leur siège ou au moins une filiale. En particulier dans la Neubaugasse et dans les rues adjacentes, il était difficile de trouver une maison où ne travaillait pas un distributeur, un producteur ou autres métiers du cinéma, notamment dans le domaine des décors et des accessoires de films.
L'Anschluss, annexion de l'Autriche par l'Allemagne en 1938, mit un coup d'arrêt à l'industrie cinématographique de Neubau. En effet, les nombreux changements intervenus à l'introduction des politiques nazies en Autriche furent notoirement défavorables aux Juifs qui étaient particulièrement actifs dans le cinéma.
Aujourd'hui, il ne reste plus que de rares filiales d'entreprises actifs dans l'industrie cinématographique à Neubau. D'autant moins que le marché du cinéma est fortement dominé par un nombre très réduit d'entreprises à l'inverse de la période d'entre-deux-guerres où les entreprises étaient plus nombreuses

### Seconde Guerre mondiale
En 1943/1944, plusieurs tours de protection antiaériennes furent construites à Vienne, dont une dans l'enceinte de la caserne située à Neubau. Cette tour, bien visible depuis le centre-ville, derrière le MuseumsQuartier, appartient aujourd'hui à l'armée. Elle est protégée au titre de monument historique.

### MuseumsQuartier
L'inauguration en 2001 du MuseumsQuartier permit à Neubau de se doter d'une attraction culturelle grand public mondialement reconnue. Le "MQ" fait partie des 10 plus grands lieux culturels d'Europe. Il comprend de nombreux musées, salles d'exposition ou de spectacles, dont le Leopold Museum, le Musée d'Art Moderne et la Kunsthalle Wien. Installé dans les anciennes étables impériales, qui furent utilisées comme parc des expositions et dont les bâtiments furent progressivement laissés à l'abandon, le MQ est le fruit d'une collaboration entre l'Etat et la Ville de Vienne.

## Démographie

### Evolution
Avant même qu'il devienne un arrondissement en 1850, le territoire de Neubau était très densément peuplé. En 1869, la population atteint 80.043 habitants, chiffre qui n'a jamais été dépassé depuis. Jusqu'à la Première Guerre Mondiale, la population est restée stable. Après la guerre, elle s'est alors mise à diminuer inexorablement. Après la Deuxième Guerre Mondiale, pour satisfaire les exigences des habitants désireux de logements plus modernes et plus spacieux, de nombreux appartements ont été réunis pour en agrandir la surface, provocant ainsi une poursuite de la baisse de la population de l'arrondissement. Entre les années 1930 et le début des années 1980, la population a été divisée par deux. Depuis les années 1980, on observe cependant une stabilisation du nombre d'habitants qui tourne autour des 30.000.

### Structure
L'âge de la population de Nebau diffère de la moyenne viennoise sur plusieurs points. La part des moins de 15 ans représente 10,5 % sur l'arrondissement contre 14,3 % sur l'ensemble de la ville. À l'inverse, la part des 20-39 ans est nettement plus importante dans l'arrondissement (38,3 %) que dans la ville (30,9 %), ce qui confirme la réputation de Neubau comme arrondissement de jeunes actifs, créateurs, artistes ou étudiants. La part des habitants de 65 ans ou plus est légèrement en dessous de la moyenne municipale (14,3 % contre 16,9 %). La répartition des sexes dans l'arrondissement correspond à celle constatée dans la ville: 47,5 % d'hommes contre 52,5 % de femmes.

### Origines et langues
La part des étrangers dans l'arrondissement était de 28,2 % en 2016 (moyenne de Vienne: 27,4 %) et est en constante augmentation depuis 2001 où elle n'était que de 20,2 %. La principale communauté étrangère résidente à Neubau sont les Allemands qui représentent 5,8 % de la population. Ils sont suivis des Serbes (2,9 %), des Polonais (1,2 %) et des Turcs (1,1 %). Au total en 2016, ce sont 36,2 % des habitants de Neubau qui n'étaient pas nés sur le territoire autrichien.

### Religion
En 2001, la population de Neubau se distinguait de la moyenne de Vienne sur le plan de la confession religieuse essentiellement par les chiffres concernant la religion catholique romaine. 45,4 % de la population déclaraient appartenir à cette communauté religieuse, soit nettement moins que la moyenne municipale (49,2 %). L'arrondissement est divisé en 4 paroisse catholiques romaines. En outre, 7,8 % de la population se déclaraient musulmane, 7,0 orthodoxe et 5 % protestante. Enfin, 23,8 % déclaraient n'appartenir à aucune communauté religieuse et 8,7 % avaient déclaré une autre confession ou aucune.

## Politique
L'arrondissement de Neubau a longtemps été dominé par le parti conservateur de l'ÖVP, parti dont furent issus tous les maires d'arrondissement de 1945 à 1991. En 1991, les sociodémocrates du SPÖ réussirent à prendre la majorité aux conservateurs; dans le même temps, les Verts dépassèrent l'extrême-droite du FPÖ. La candidature du parti libéral LiF en 1996 provoqua une perte de voix chez l'ÖVP, le SPÖ et les Verts, tandis qu'à la faveur d'une légère hausse de ses résultats, le FPÖ réussit à redépasser les Verts.
En 1999, les Verts obtinrent le plus grand nombre de voix à Neubau aux élections européennes. Pour la première fois dans l'histoire de l'Autriche, les Verts furent majoritaires dans un arrondissement/département (Bezirk). Dans la foulée, ils remportèrent les municipales de 2001 dans l'arrondissement (32,6 %) et Thomas Blimlinger devint le premier maire d'arrondissement écolo à Vienne. L'ancrage à gauche de l'arrondissement fut confirmé cette année-là par une augmentation des résultats du SPÖ et une baisse de l'ÖVP et du LiF. Cette tendance se poursuivit aux municipales de 2005 où les Verts augmentèrent encore leur score à Neubau (43,3 %) et atteignirent le meilleur résultat du parti au niveau d'un arrondissement/département, toutes élections confondues. En 2010, ils augmentèrent à nouveau leur score (45,4 %) avant d'accuser une légère baisse en 2015 (41 %).
En septembre 2017, la figure historique des Verts de Neubau, Thomas Blimlinger, annonça sa démission du poste de maire d'arrondissement après 16 ans de mandat. Markus Reiter, Vert lui aussi, lui succèda.

## Culture et monuments

### Monuments
Le quartier de Neubau dispose de très nombreux bâtiments classés au titre de monuments historiques, en particulier des immeubles d'habitation de l'époque baroque ou du XIXe siècle. Le quartier de Spittelberg avec ses basses maisons baroques dans d'étroites ruelles pavées est particulièrement pittoresque. Il est aussi connu pour son marché de Noël.
Les églises de Neubau sont:
- l'église de l'Assomption, construite entre 1860 et 1862 dans le style néogothique,
- l'ancienne église paroissiale d'Altlerchenfeld, construite entre 1848 et 1850 en style néoromantique,
- l'église de la Sainte-Croix, ou collégiale de Vienne, église de la garnison qui siège dans la caserne militaire située à Neubau. Elle a été construite au XVIIIe siècle dans le style baroque.
- l'église du cloître des Méchitaristes, construite entre 1871 et 1873 dans le style néorenaissance
- l'église Saint-Ulrich, construite au XVIIIe siècle dans le style baroque
- l'église Saint-Laurent, ancienne église paroissiale de Schottenfeld, construite à la fin du XVIIIe siècle dans les styles baroques et classiques

L'arrondissement peut aussi s'ennorgueillir d'un certain nombre de bâtiments remarquables tels le Volkstheater, les anciennes écuries impériales transformées en musées, le palais Trautson, siège du ministère de la Justice, la station de métro Burggasse-Stadthalle construite en 1894 sur l'ancien réseau du Stadtbahn (remplacé par la ligne 6 du métro de Vienne), la caserne Spannocchi ou encore le centre des postes et des télécoms construit en 1906.

### Arts et culture
Neubau héberge deux théâtres célèbres, le Volkstheater, le Renaissancetheater et le Kosmos, salle indépendante féministe. 
Le tiers Est de Neubau est inscrit au patrimoine mondial de l'UNESCO, faisant partie du centre historique de Vienne. Les rues Kellermanngasse et Kirchengasse forment la limite extérieur de la zone classée. Le MuseumsQuartier et le Volkstheater sont inclus dans la zone centrale.

### Musées
L'installation du MuseumsQuartier sur le territoire de Neubau a permis à l'arrondissement de devenir un des principaux sites de musées à Vienne. Les principaux musées qu'inclut le MQ sont le Leopold Museum et le MUMOK (Museum Moderner Kunst - Musée d'art moderne). Le Leopold Museum possède la plus grande collection d'œuvres de Egon Schiele au monde et expose aussi, entre autres, des œuvres de Gustav Klimt, Oskar Kokoschka et Albin Egger-Lienz. Le MUMOK possède une collection de 9 000 œuvres de la première moitié du XXe siècle (peintures, sculptures, installations, illustrations etc. En outre, le MQ inclut le ZOOM-Kindermuseum (musée pour enfants), le centre d'architecture Architekturzentrum Wien et la Kunsthalle Wien qui expose de l'art contemporain international.
Le Hofmobiliendepot (dépôt des meubles impériaux), situé dans la Andreasgasse, est un des plus grands musées de meubles au monde. Il possède 160.000 pièces, en particulier provenant de la monarchie des  Habsbourg. 
A Neubau se trouvent d'autres musées plus petits tels le "Westlicht - Schauplatz für Fotografie" consacré à la photographie, l'appartement de Otto Wagner, le Musée de la Congrégation Méchitariste consacré à l'art arménien, le Musée d'orfèvrerie et le musée d'arrondissement.

### Espaces verts
Le principal espace vert de cet arrondissement très urbanisé est le parc Weghuber, d'une superficie de 1ha. Il se situe à l'extrême nord-est de l'arrondissement, devant le palais Trautson. Le second parc en superficie, au Nord-ouest, est le parc Josef Strass. La majorité des parcs de Neubau ont été construits sur des espaces laissés entre des habitations comme le parc Andreas, le parc Dorothea Neff, le parc Gutenberg ou le parc Karl Farkas.

## Économie et infrastructures

### Transport
Le long des limites de l'arrondissement se trouvent des stations de trois lignes de métro. Sur la frontière est, avec la premier arrondissement, on trouve les stations Volkstheater (lignes 2 et 3) ainsi que Museumsquartier (ligne 2). Sur la frontière sud, avec le 6ème arrondissement on trouve les stations Neubaugasse et Zieglergasse (toutes deux sur la ligne 3). Enfin sur la frontière ouest, les stations Thaliastrasse (ligne 6), Burggasse-Stadthalle (ligne 6) et Westbahnhof (lignes 3 et 6). De plus, l'arrondissement est parcouru par plusieurs lignes de bus ainsi que par les lignes de tramway 5, 46 et 49.

### Bâtiments publics
L'hôtel de ville, commun aux 6ème et 7ème arrondissements, se situe à Neubau. Le maire et le conseil d'arrondissement du 6ème siègent cependant dans un bâtiment situé dans le 6ème; Outre les musées et théâtres, Neubau accueille le bâtiment principal de la bibliothèque municipale de Vienne. Le centre de médecine sociale Sophienspital comprend notamment un hôpital et un centre gériatrique. Sur le territoire de l'arrondissement se trouvent un lycée professionnel (Zieglergasse), un lycée général (Kandlgasse), un lycée à horaires aménagés pour classes musicales (Neustiftgasse) ainsi qu'un lycée privé (Kenyongasse).

### Sécurité
Trois commissariats assurent la sécurité de Neubau. Administrativement, ils appartiennent au commandement de Josefstadt, compétent pour les arrondissements 7, 8 et 9. Ce commandement est subordonné à la direction régionale de la police de Vienne.